# Tokushima
Tokushima (徳島市?, Tokushima-shi) è una città giapponese capoluogo dell'omonima prefettura di Tokushima.

## Amministrazione

### Gemellaggi
- Saginaw, Stati Uniti
- Leiria, Portogallo
- Dandong, Cina